# Malokaganyane
Malokaganyane est une ville du Botswana.